# Microphthalmus southerni
Microphthalmus southerni är en ringmaskart som beskrevs av Westheide 1966. Microphthalmus southerni ingår i släktet Microphthalmus och familjen Hesionidae. Arten har ej påträffats i Sverige. Inga underarter finns listade i Catalogue of Life.